# Kuipke
Het Kuipke – Sportpaleis Gent ist eine Mehrzweckhalle mit Radrennbahn der belgischen Stadt Gent. Sie liegt im Citadelpark und ist vor allem durch die Austragung des Sechstagerennens bekannt, aber auch für Konzerte und andere Veranstaltungen genutzt wird. An die Halle schließt das Kongresszentrum Gent ICC. Des Weiteren befinden sich das Stedelijk Museum voor Actuele Kunst („S.M.A.K.“) und das Museum voor Schone Kunsten in unmittelbarer Nähe.

## Geschichte
Het Kuipke wurde ursprünglich als Blumenausstellungs- und Festhalle „Floraliënpaleis“ (deutsch Blumenpalast) für die Weltausstellung 1913 gebaut. Das erste Sechstagerennen fand 1922 auf einer zerlegbaren Radrennbahn von 210 m Länge statt. 1927 wurde eine neue, festinstallierte Bahn in Länge von 160 Metern eingebaut. Wegen der steilen Kurven erhielt die Halle den Namen „Kuipke“ (niederländisch Kleine Wanne).
Im November 1962 wurde die Halle bei einem Brand fast vollständig zerstört. Die heutige Halle datiert von 1965, die Bahn ist 166,66 Meter lang. Bei Radrennen finden rund 3000 Zuschauer Platz. Das Sechstagerennen 2006 im Kuipke wurde vom tödlichen Sturz des Spaniers Isaac Gálvez auf der Radrennbahn überschattet. Er war mit Dimitri De Fauw aus Gent kollidiert und stürzte in eine Bande. Dabei erlitt Gálvez einen Genickbruch. Zudem bohrte sich eine Rippe in sein Herz. Er verblutete auf dem Weg ins Krankenhaus. De Fauw litt fortan, durch das Unglück, an Depressionen. Im September 2009 starb Dimitri De Fauw durch Suizid.
Regelmäßig findet im Kuipke die Stalen Ros Gent, eine Börse für historische und gebrauchte Fahrräder, statt.
2019 wurde der 73. Omloop Het Nieuwsblad im Kuipke gestartet.
Seit 2006 spricht die Stadt von Renovierungsarbeiten an der Kuipke. Im Februar 2023 wurde es ein weiteres Mal verschoben. Die großen Umbauarbeiten sollen frühestens 2025 durchgeführt werden. Zunächst werden die Wege im Park erneuert. Dies gab die Stadträtin Astrid De Bruycker am 9. Februar 2023 bekannt.